# Campylobacteraceae
Famille
Les Campylobacteraceae sont une famille de bactéries de l'ordre des Campylobacterales.

## Genres
Selon List of Prokaryotic names with Standing in Nomenclature :
- Campylobacter Sebald and Véron 1963 (Approved Lists 1980)
- Dehalospirillum Scholz-Muramatsu et al. 2002
- Sulfurospirillum Schumacher et al. 1993